# Thomas Simpson
 Ikke at forveksle med Thomas Simpson (musiker).
Thomas Simpson (født 20. august 1710, død 14. maj 1761) var en engelsk matematiker. Han er måske bedst kendt for Simpsons regel, en matematisk metode til approksimering af bestemte integraler, men beskæftigede sig desuden med sandsynlighedsteori, astronomi og introducerede desuden de forkortelser for de trigonometriske funktioner som stadig bruges i dag.

## Biografi
Simpson blev født i Market Bosworth, en lille by i Leicestershire, England. Simpsons far var selvlært væver og ønskede at hans søn skulle følge i samme fodspor. Simpson modtog kun lidt formel undervisning, men begyndte at lære sig selv matematik og astrologi efter at have observeret en solformørkelse i 1724. Omkring 1725 flyttede han fra sin hjemby til den nærliggende by Nuneaton, hvor han underviste i matematik.
Simpson giftede sig med en kvinde ved navn Swinfield i 1730. De boede sammen i Nuneaton indtil de blev tvunget til at flygte til Derby i 1733 efter at Simpson angiveligt havde skræmt en pige ved at klæde sig ud som en djævel under en astrologisk seance. Simpson og Swinfield fik sammen en datter, Elizabeth, i 1736 og en søn, Thomas, i 1738. Fra omkring 1736 boede Simpson med sin familie i London, hvor han fortsatte sin undervisning.
I 1737 skrev han den første af sine matematiske tekster, A New Treatise of Fluxions, et værk om Newtons version af differentialregningen. Dette var et yderst avanceret emne at skrive en bog om på den tid, ikke mindst fordi emnet var så nyt og kun få andre matematikere kendte til det.
Simpson døde den 14. maj 1761, i sin hjemby Market Bosworth.

## Værker
- Treatise of Fluxions (1737)
- The Nature and Laws of Chance (1740)
- The Doctrine of Annuities and Reversions (1742)
- Mathematical Dissertation on a Variety of Physical and Analytical Subjects (1743)
- A Treatise of Algebra (1745)
- Elements of Geometry (1747)
- Trigonometry, Plane and Spherical (1748)
- Select Exercises in Mathematics (1752)
- Miscellaneous Tracts on Some Curious Subjects in Mechanics, Physical Astronomy and Speculative Mathematics (1757)